# Artič
Artič je priimek v Sloveniji, ki ga je po podatkih Statističnega urada Republike Slovenije na dan 1. januarja 2023 uporabljalo 169 oseb in je med vsemi priimki po pogostosti uporabe uvrščen na 2.612. mesto.

## Znani nosilci priimka
- Ernest Artič, slikar